# Garoua plateau
Garoua Plateau est un quartier résidentiel de la ville de Garoua, capitale régionale du Nord Cameroun dans l'arrondissement de Garoua I.

## Géographie
Niché sur la rive gauche du Bénoué, le quartier s'articule autour de l'ancienne route provinciale N16. Son relief légèrement vallonné (altitude moyenne : 243 m) contraste avec les plaines alentour . Les pluies irrégulières (700 mm/an en moyenne) et les températures avoisinant souvent 38 °C en saison sèche rappellent son climat typiquement sahélien Ce poumon administratif et résidentiel s'étend sur 2,7 km2, à mi-chemin entre le vieux marché au bétail et l'aéroport international.
L'urbanisation récente a grignoté les zones boisées, mais des manguiers centenaires bordent encore certaines artères comme l'Avenue du Lamido. Les limites actuelles intègrent depuis 2018 l'ancien secteur de "Plateau Extension" suite à une réforme municipale.

## Urbanisme
Le bâti présente un mélange singulier :
- Des concessions «en étage» (maison principale + dépendances) héritées de l'architecture peule
- Des villas modernes climatisées protégées par des haies de bougainvilliers
- Des « sarés » (cases rondes) transformés en échoppes

Le réseau routier, asphalté à 60%, connaît des embouteillages aux heures de pointe devant l'École Publique de Plateau. Un projet de contournement est à l'étude depuis 2022 avec l'appui de la Banque Mondiale.

## Vie sociale
Cœur battant de la multiculturalité garouaise, le quartier accueille chaque vendredi un marché artisanal où se côtoient :
- Des forgerons kirdi
- Des brodeuses haoussa
- Des restauratrices spécialisées en « dja » de poisson

La Maison des Jeunes (inaugurée en 2019) organise des cours d'alphabétisation en fulfuldé et français. On y célèbre aussi bien la Tabaski que Noël, avec une particularité : depuis 2015, le quartier interdit les feux d'artifice pour préserver les personnes âgées.

## Économie et services
Principaux pôles d'attraction :
1. Le Dispatoire Médical Avancé (DMA) avec sa maternité réhabilitée en 2021
2. Le Centre Artisanal des Femmes de Plateau (CAFEP)
3. La succursale d'Ecobank équipée de 2 guichets automatiques

Une particularité méconnue : trois familles du quartier perpétuent la tradition du «ladde» (élevage urbain de chèvres naines).

## Gouvernance
Le chef de quartier Moussa Hammadou (en poste depuis 2016) applique un système original de gestion participative :
- Chaque bloc désigne un «sarki» responsable de 10 concessions
- Un conseil des sages tranche les litiges fonciers
- La taxe de voirie (500 FCFA/mois) finance le ramassage des ordures par triporteurs[1]

## Défis
Malgré les progrès, les habitants déplorent :
- Les coupures d'eau récurrentes en mars-avril[5]
- L'absence de collège public (projet reporté depuis 2018)
- La pression foncière due à l'installation de fonctionnaires transférés